# Нагорно-Ивановское сельское поселение
Нагорно-Ивановское се́льское поселе́ние — муниципальное образование в Тарском районе Омской области Российской Федерации.
Административный центр — село Нагорное.

## История
Статус и границы сельского поселения установлены Законом Омской области от 30 июля 2004 года № 548-ОЗ «О границах и статусе муниципальных образований Омской области»

## Население
| 2010 | 2011 | 2012 | 2013 | 2014 | 2015 | 2016 |
| ---- | ---- | ---- | ---- | ---- | ---- | ---- |
| 455  | ↘454 | ↘419 | ↘400 | ↘394 | ↘374 | ↗379 |
| 2017 | 2018 | 2019 | 2020 | 2021 | 2023 |      |
| ↘340 | ↘321 | ↗323 | ↘316 | ↘240 | ↘216 |      |

## Состав сельского поселения
| № | Населённый пункт | Тип населённого пункта       | Население |
| - | ---------------- | ---------------------------- | --------- |
| 1 | Ивановка         | деревня                      | ↘116      |
| 2 | Нагорное         | село, административный центр | ↘332      |
| 3 | Уразай           | деревня                      | ↘7        |

### Упразднённые населённые пункты
- Малые Мурлы — упразднённая в 1972 году деревня.
- Минско-Дворянск — упразднённая в 1972 году деревня.